# Sammlung Mesdag

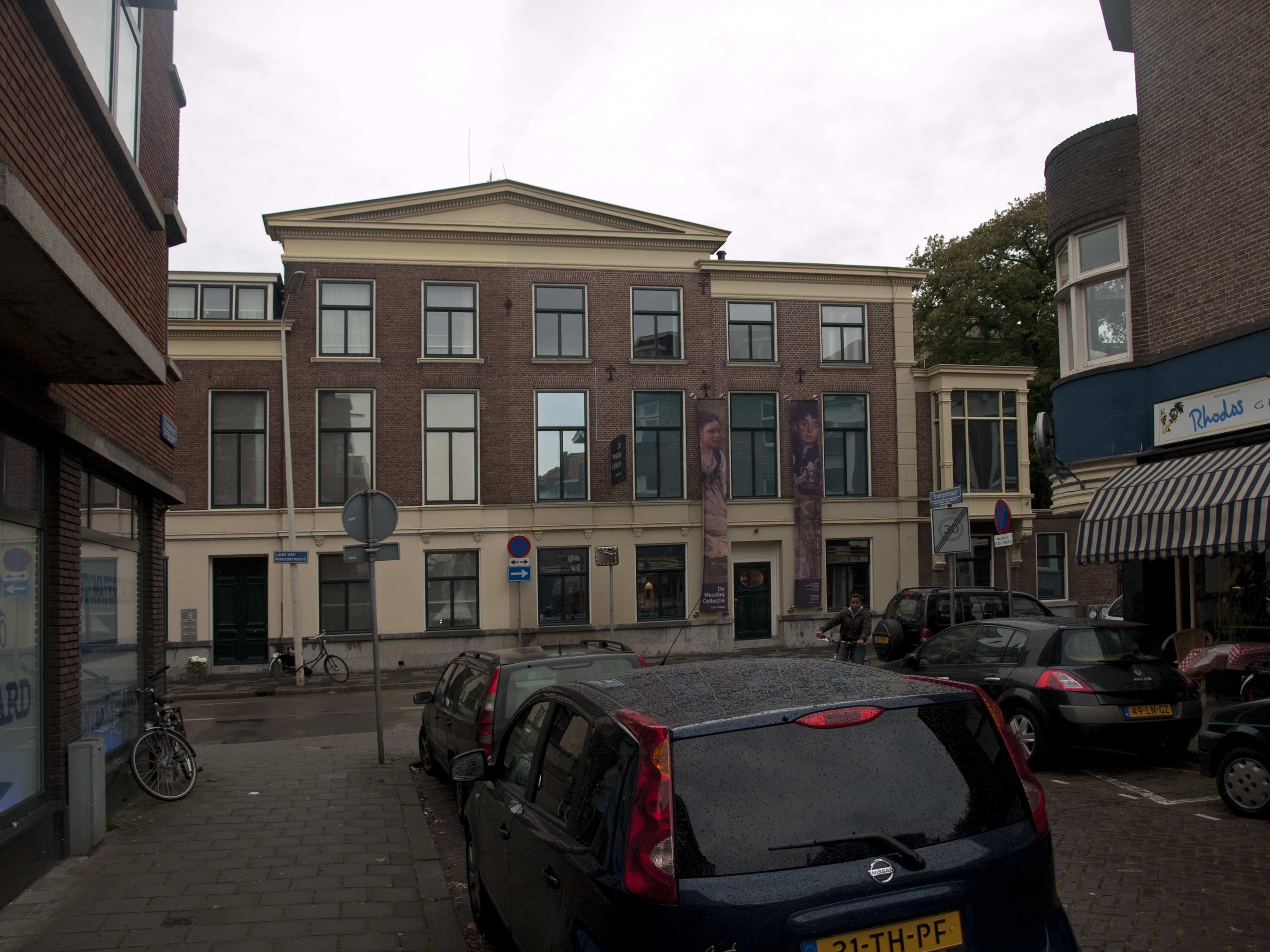
Sammlung Mesdag

Die Sammlung Mesdag, ehemals Museum Mesdag, ist die Kunstsammlung und das ehemalige Künstlerwohnhaus von Hendrik Willem Mesdag (1831–1915) und seiner Frau Sientje van Houten (1834–1909) in der niederländischen Stadt Den Haag. Das Museum wurde nach einer langen Restaurierung am 14. Mai 2011 unter dem neuen Namen wieder eröffnet.

## Museum
Mesdag war nicht nur ein bekannter Marinemaler, er war auch ein großer Kunstsammler. 1866 begann er gemeinsam mit seiner Frau Sientje (ebenfalls Künstlerin) eine erstklassige Sammlung aufzubauen. Innerhalb von nur ein paar Jahren hatte die Sammlung solche Ausmaße angenommen, dass die Mesdags direkt neben ihrem Haus ein Museum bauen ließen, das 1887 eröffnet wurde.
Im Jahr 1903 schenkte das Paar Museum und Sammlung an den niederländischen Staat. Mesdag blieb bis 1911 Direktor. Seit 1991 fällt die Sammlung unter die Verantwortung des Van Gogh Museums. Die Sammlung Mesdag ist etwa einen halben Kilometer entfernt vom Panorama Mesdag, wo Mesdag berühmtestes Werk, das große Panorama von Scheveningen, ausgestellt wird.

## Sammlung
Ausgestellt ist eine der bedeutendsten Sammlungen der französischen Schule von Barbizon mit Werken von Jean-Baptiste Camille Corot, Théodore Rousseau und Jean-François Millet, Charles-François Daubigny und Eugène Delacroix. Außerdem ist die Haager Schule mit Maris, George Hendrik Breitner, Jozef Israëls und natürlich Mesdag selbst vertreten.
Eine Sammlung mit Fayencen aus der Haager Manufaktur Oud-Rozenburg gilt ebenfalls als bedeutend.
Seit der Restaurierung von 1996 sind auch die Wohnung und das Atelier von Hendrik Willem Mesdag der Öffentlichkeit zugänglich.